# Гармоні (Пенсільванія)
Гармоні (англ. Harmony) — місто (англ. borough) в США, в окрузі Батлер штату Пенсільванія. Населення — 942 особи (2020).

## Географія
Гармоні розташоване за координатами 40°48′5″ пн. ш. 80°7′30″ зх. д. / 40.80139° пн. ш. 80.12500° зх. д. (40.801336, -80.124961).  За даними Бюро перепису населення США в 2010 році місто мало площу 1,04 км², з яких 1,02 км² — суходіл та 0,01 км² — водойми.

## Демографія
Згідно з переписом 2010 року, у селищі мешкало 890 осіб у 389 домогосподарствах у складі 256 родин. Густота населення становила 858 осіб/км².  Було 411 помешкання (396/км²).
Расовий склад населення:
| - 97,9 % — білих - 0,4 % — азіатів - 0,1 % — чорних або афроамериканців |

До двох чи більше рас належало 0,9 %. Частка іспаномовних становила 1,5 % від усіх жителів.
За віковим діапазоном населення розподілялося таким чином: 19,8 % — особи молодші 18 років, 61,8 % — особи у віці 18—64 років, 18,4 % — особи у віці 65 років та старші. Медіана віку мешканця становила 45,1 року. На 100 осіб жіночої статі у селищі припадало 91,8 чоловіків;  на 100 жінок у віці від 18 років та старших — 84,5 чоловіків також старших 18 років.
Середній дохід на одне домашнє господарство  становив 69 937 доларів США (медіана — 59 306), а середній дохід на одну сім'ю — 84 748 доларів (медіана — 71 875). Медіана доходів становила 58 750 доларів для чоловіків та 43 077 доларів для жінок. За межею бідності перебувало 5,3 % осіб, у тому числі 3,5 % дітей у віці до 18 років та 6,3 % осіб у віці 65 років та старших.
Цивільне працевлаштоване населення становило 397 осіб. Основні галузі зайнятості: освіта, охорона здоров'я та соціальна допомога — 29,2 %, роздрібна торгівля — 15,4 %, виробництво — 14,6 %.